# Ligne d'Andelot-en-Montagne à La Cluse
La ligne d'Andelot-en-Montagne à La Cluse est une ligne de chemin de fer à voie unique du Jura français. Elle reliait l'axe de Dijon à Vallorbe à partir  de la gare d'Andelot à la gare de La Cluse sur la ligne de Bourg-en-Bresse à Bellegarde, sur l'axe direct de Paris à Genève. Située à cheval sur les régions Bourgogne-Franche-Comté et Auvergne-Rhône-Alpes, le trafic TER est organisé par chacune des deux régions. La ligne est surnommée « ligne des hirondelles » sur la partie franc-comtoise.
Elle constitue la ligne 878 000 du réseau ferré national.

## Histoire

### Chronologie
- 14 juillet 1867, d'Andelot à Champagnole[1],
- 16 mai 1885, d'Oyonnax à La Cluse,
- 10 juillet 1889, de Saint-Claude à Oyonnax,
- 10 juillet 1890, de Champagnole à Saint-Laurent-en-Grandvaux,
- 15 mai 1899, de Saint-Laurent-en-Grandvaux à Morbier,
- 1er juin 1900, de Morbier à Morez,
- 1er août 1912, de Morez à Saint-Claude.

### Origine: Andelot à Champagnole
Au début des  années 1860, des Hauts-Jurassiens, désireux de sortir de leur isolement géographique, ont décidé de participer au financement d'une ligne de chemin de fer. Un embranchement, d'Andelot à Champagnole, de la ligne de Dole à Pontarlier est concédé à titre éventuel à la Compagnie des chemins de fer de Paris à Lyon et à la Méditerranée (PLM) par la loi du 11 juin 1863. Elle est déclarée d'utilité publique le 20 février 1864 rendant ainsi la concession définitive.
Le premier chantier est ouvert au début de l'année 1865. L'ensemble de la plateforme et des ouvrages d'art sont réalisés pour une voie unique bien que les terrains aient été acquis pour une double voie. Il n'y a qu'une seule gare intermédiaire, située à Vers-en-Montagne.
La section est ouverte à l'exploitation le 14 juillet 1867.

### Ligne du plan Freycinet
La loi du 17 juillet 1879 (dite plan Freycinet) portant classement de 181 lignes de chemin de fer dans le réseau des chemins de fer d’intérêt général retient en no 119, une ligne de « Champagnole à ou près Ambérieu, par la Cluse, avec embranchement sur Morez et embranchement de Verges à Jeurre ».
Le 19 juillet 1880, une loi a déclaré d'utilité publique à titre d'intérêt général la section de Champagnole à ou près Tancua avec embranchement sur Morez. À cette même date, une autre loi déclare d'utilité publique la section de Saint-Claude à La Cluse. Les sections de Champagnole à Morez et de La Cluse à Saint-Claude sont concédées à titre définitif à la Compagnie des chemins de fer de Paris à Lyon et à la Méditerranée par une convention signée entre le Ministre des travaux publics et la compagnie le 26 mai 1883. Cette convention est approuvée par une loi le 20 novembre suivant.
La section de Morez à Saint-Claude, ainsi qu'une ligne de Verges à Molinges sont concédées à titre éventuel à la Compagnie des chemins de fer de Paris à Lyon et à la Méditerranée par une loi le 2 août 1886. Toutefois, par une convention signée entre le ministre des Travaux publics et la compagnie le 20 juillet 1891, cette dernière renonce à la concession de la ligne de Verges à Molinges au profit d'une ligne de Lons-le-Saunier à Saint-Jean-de-Losne. Cette convention est approuvée par une loi le 3 février 1893.
La section de Champagnole à Saint-Laurent a été ouverte le 10 juillet 1890, celle de Saint-Laurent à Morbier le 15 mai 1899 et celle de Morbier à Morez le 1er juin 1900.
La section de Morez à Saint-Claude est finalement déclarée d'utilité publique par une loi le 11 janvier 1901, ce qui rend la concession définitive.
Dates d'ouverture des autres sections :
- de Morez à Saint-Claude : 10 août 1912
- de Saint-Claude à Oyonnax : 10 juillet 1889
- d'Oyonnax à La Cluse : 16 mai 1885

## D'Andelot à Saint-Claude - La ligne des hirondelles
C'est la section de ligne reliant la gare d'Andelot à la gare de Saint-Claude. Elle dessert les gares intermédiaires de 
Champagnole, La Chaux-des-Crotenay, Saint-Laurent-en-Granvaux  et Morez dans le Jura.
Le nom poétique de cette section de ligne est inspiré de la grâce et de la beauté de ses viaducs. En effet, le relief tourmenté du Haut-Jura a imposé la construction de nombreux ouvrages d'art : 36 tunnels et 18 viaducs. De fait, la réalisation de la ligne a pris plusieurs décennies, entre 1862 et 1912, et a coûté près d'un million de francs-or par kilomètre.

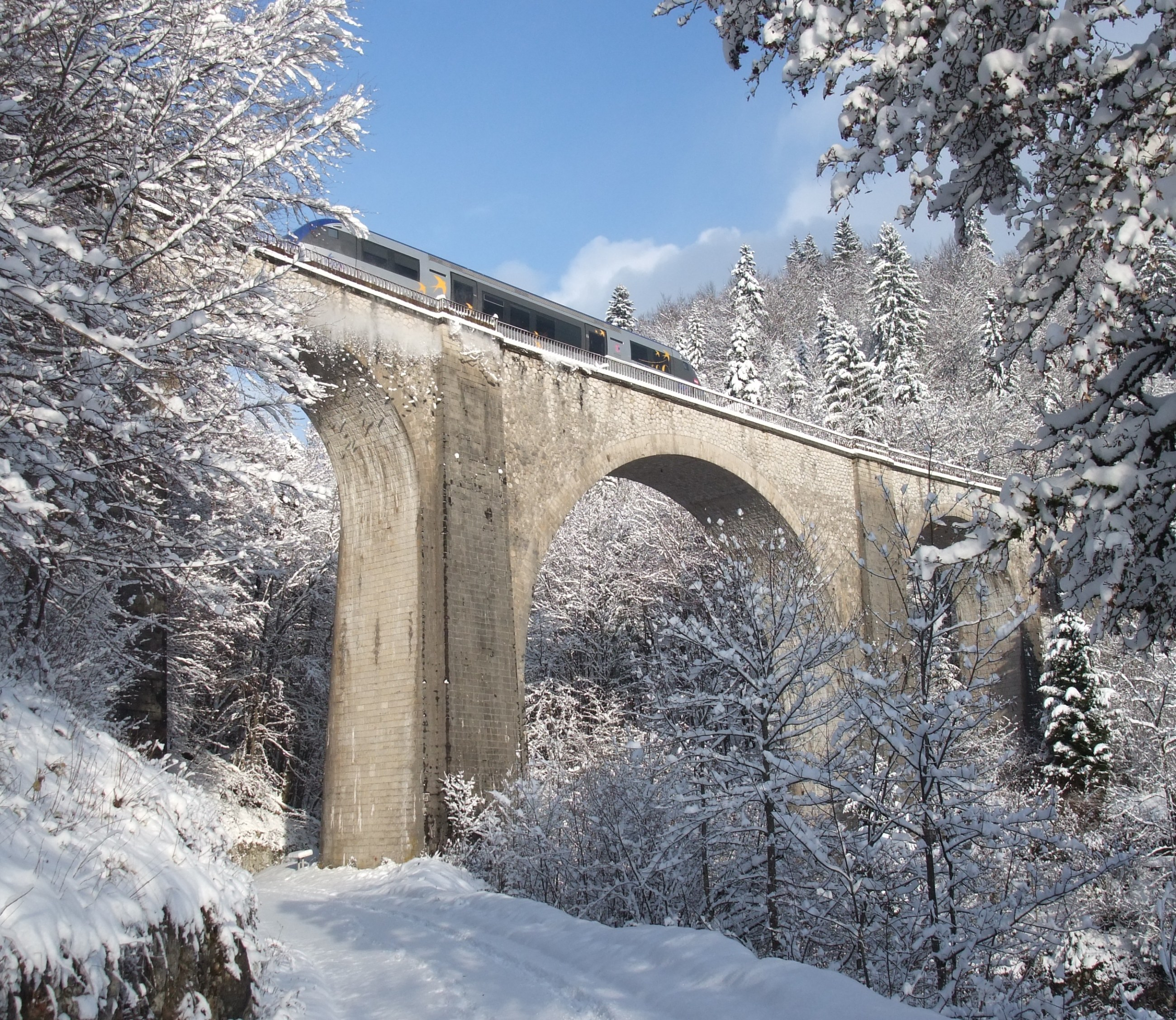
Section de ligne
Morez-Saint-Claude
Passage d'un autorail sur le viaduc du Saillard, après une chute de neige.

Son parcours se caractérise par les éléments suivants :
- la ligne est longue de 123 km ;
- son point culminant se situe à 948 m, au niveau de l'ancienne halte de La Savine, peu avant le tunnel du même nom. Établi sous le col de la Savine, il est long de 2 080 m, pour un dénivelé de 46 m ;
- le tunnel des Frasses, long de 1 044 m, est en forme de fer à cheval presque fermé, dont la sortie se trouve pratiquement en dessous de l'entrée.

La ligne desservait de nombreuses industries : scieries du Grandvaux, aciéries et cimenteries à Champagnole, forges à Syam, horlogeries et lunetteries dans le secteur de Morez. Pendant son premier siècle d'existence, elle a donc joué un rôle économique majeur.
Aujourd'hui, sa vocation est essentiellement touristique. Elle assure également le transport de scolaires (notamment des internes du lycée de Champagnole). Elle fait l'objet d'un service TER Franche-Comté qui a reçu le label « train touristique » de la SNCF. La marque « ligne des hirondelles » est une marque déposée de la SNCF. Du mois de juin au mois de septembre, une visite commentée de la ligne est possible. La partie située au sud de Syam traverse le parc naturel régional du Haut-Jura.

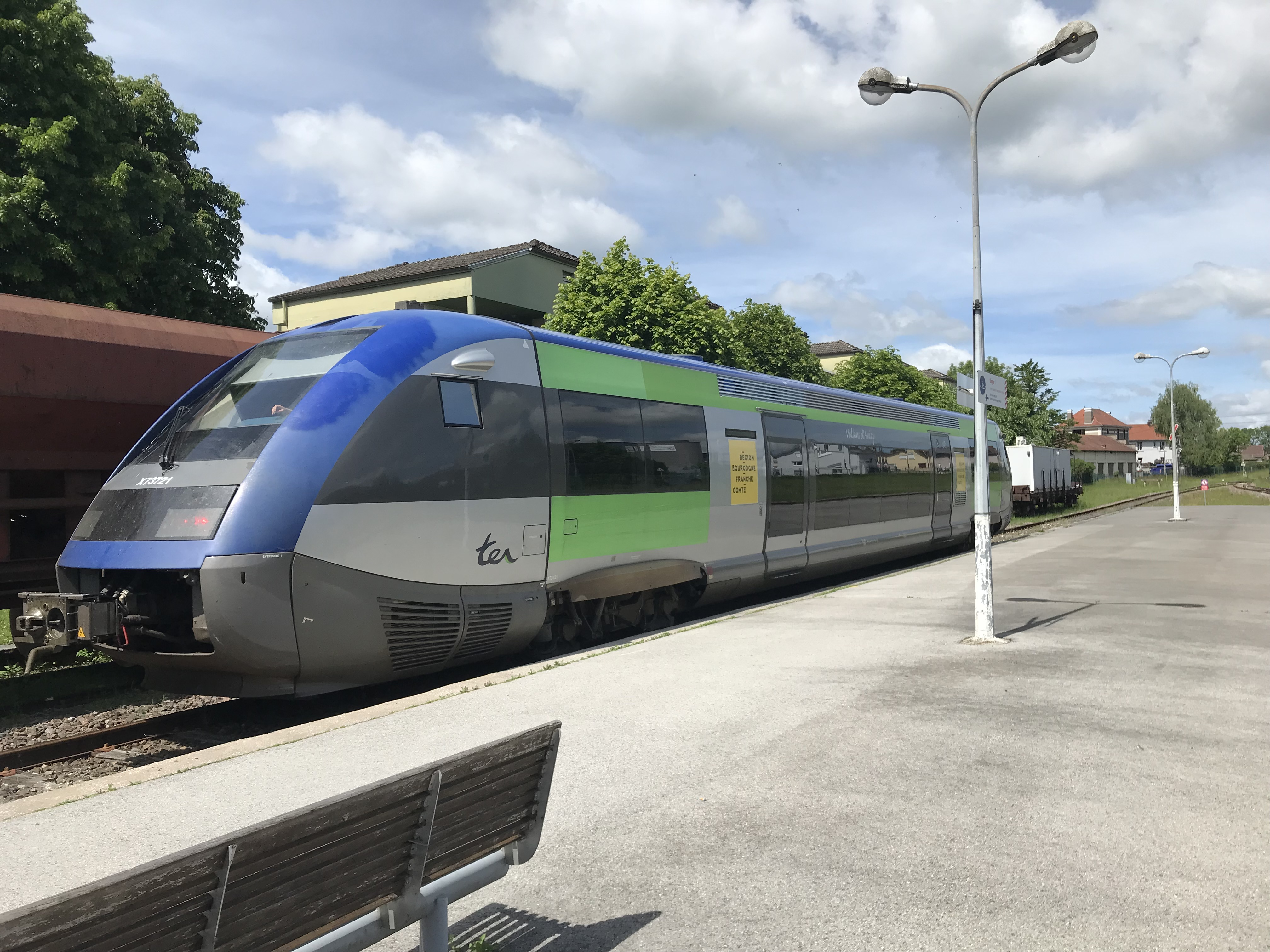
Un train de la ligne des hirondelles en 2025.

L'exploitation est actuellement assurée par des autorails X 73500 ou des X 76500 connus sous le nom d'AGC. Ces derniers ont remplacé en mai 2003 et en décembre 2006 les anciens X 2800.
La gare de Morez étant en cul-de-sac, un rebroussement est nécessaire. Le conducteur doit changer de cabine après cet arrêt, pour repartir dans l'autre sens vers Saint Claude (voir plan du tracé de la ligne).
Durant le Contrat de plan 2015 - 2020 de la région Bourgogne Franche-Comté, six millions d'euros sont prévus pour des travaux de pérennisation. Entre 2020 et 2022, 1,7 million d'euros supplémentaires seront alloués . Mais, après 2022, il faudra encore 40 millions pour assurer le devenir de ce tronçon, dont la partie Morbier - Morez - Saint-Claude est vraiment pittoresque.
Durant l'année 2020, SNCF-Réseau avait prévu d'y investir 5,3 millions d' euros.

## Le tracé de la ligne et les ouvrages d'art entre Morbier et Morez

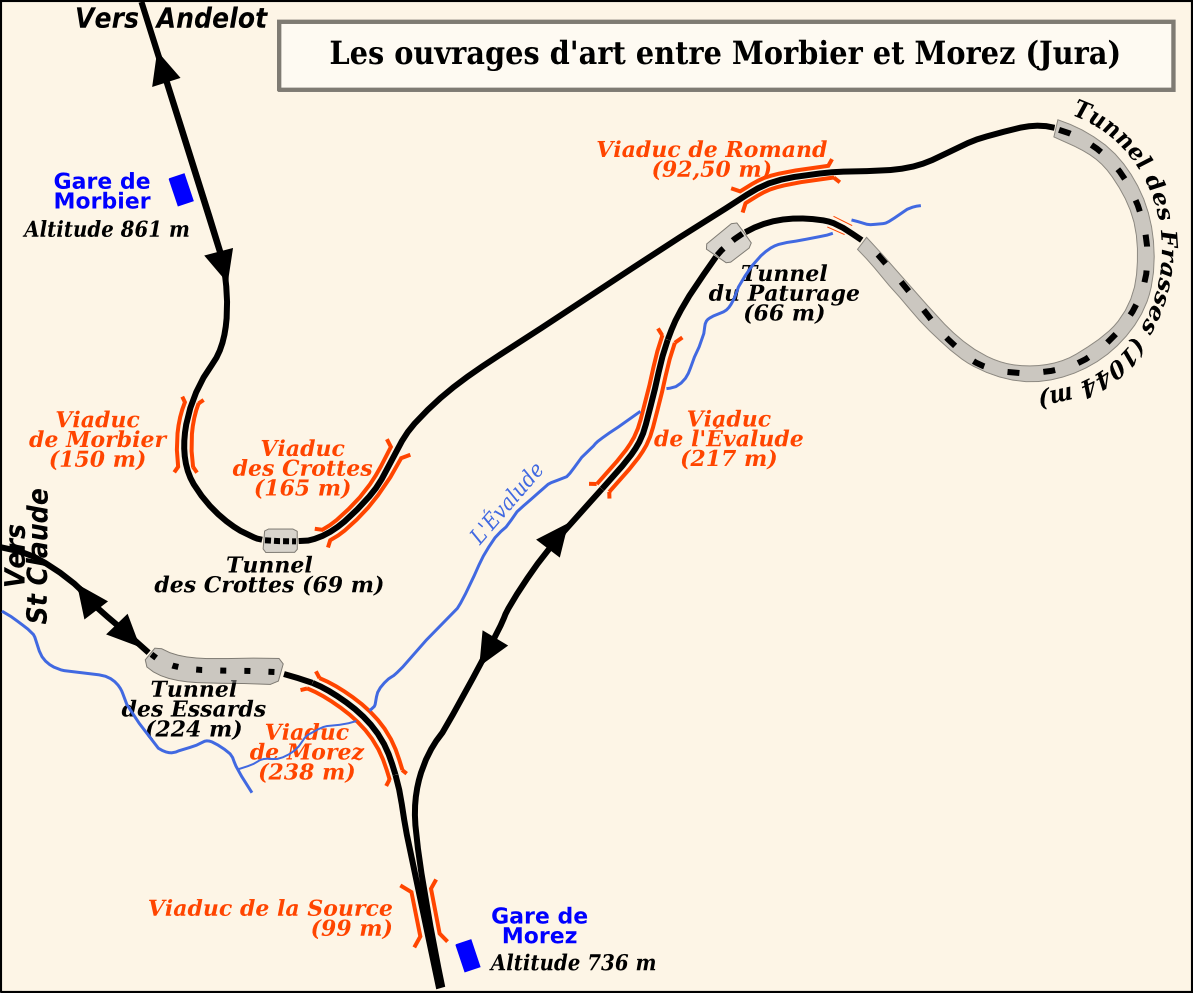
Les ouvrages d'art entre Morbier et Morez

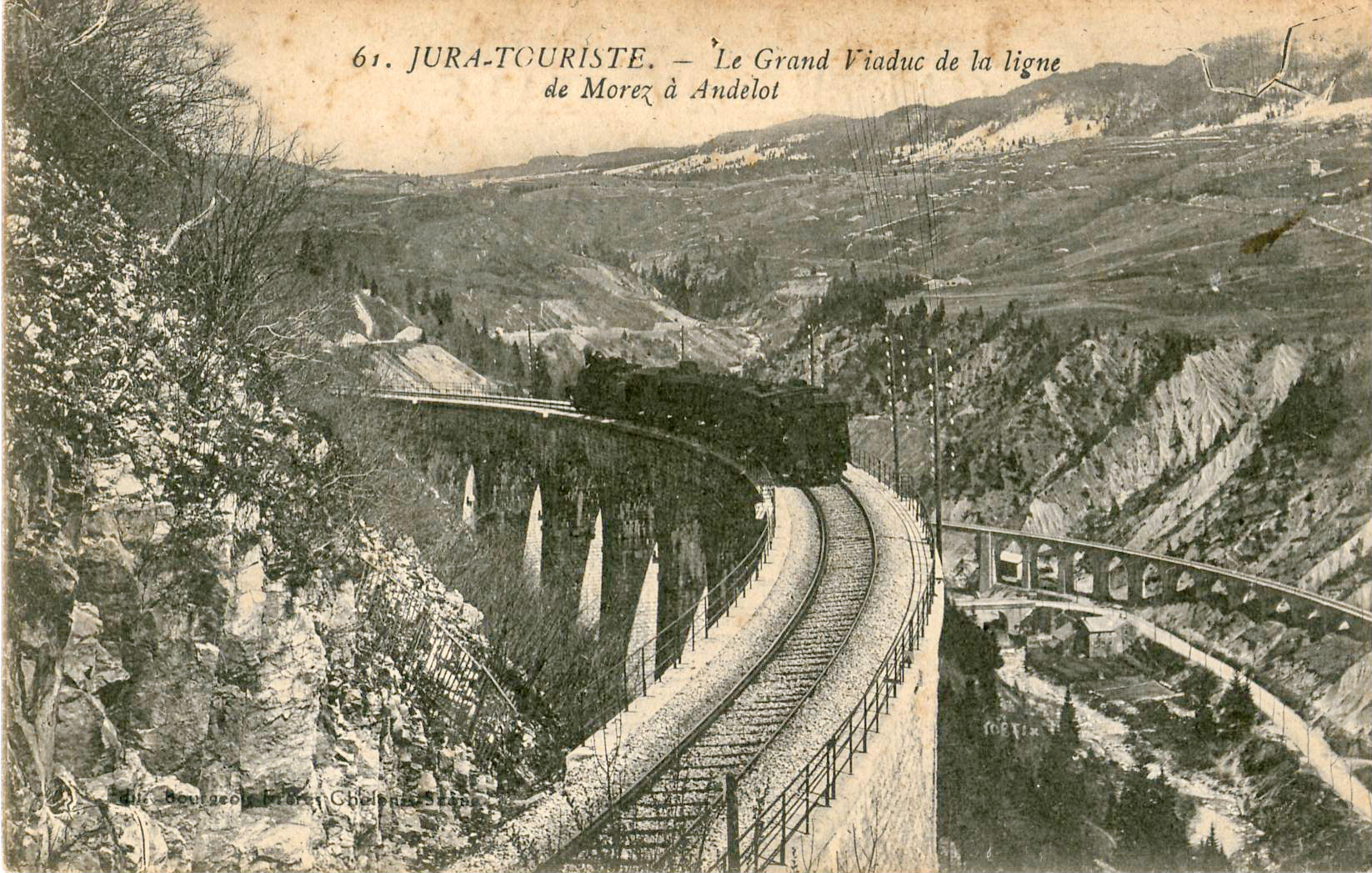
Les viaducs, au tout début du XX

## De Saint-Claude à La Cluse (et à Bourg-en-Bresse)

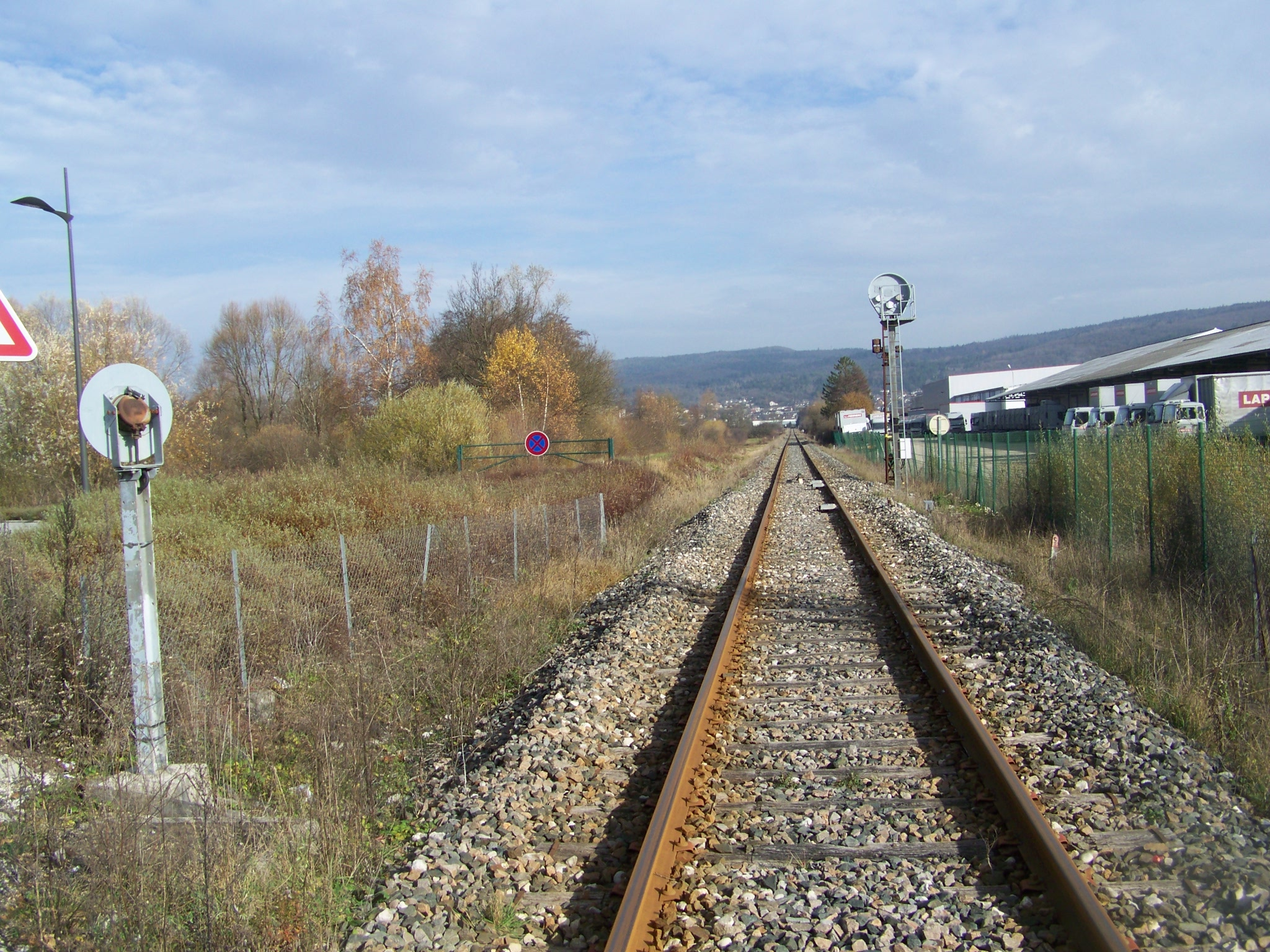
La ligne à Arbent en quittant Oyonnax direction Saint-Claude.

### De Saint-Claude à Oyonnax
La ligne a été fermée le 10 décembre 2017. Lors de la fermeture temporaire, durant les travaux de rénovation de la ligne de Bourg-en-Bresse à Bellegarde, de la section au sud d'Oyonnax le 29 août 2005, le point d'arrêt de Molinges a été rouvert. Auparavant, tous les arrêts situés entre Saint-Claude et Oyonnax avaient été fermés à la desserte. Mais la desserte avait été maintenue avec un aller-retour quotidien par autocar.
Il ne restait alors aucune possibilité de croisement sur cette section, les voies d'évitement des gares ayant été déposées. L'exploitation s'effectue donc en navette (canton unique).
En l'absence de travaux de modernisation, RFF a envisagé à l'horizon 2015-2016 la fermeture du tronçon entre Oyonnax et Saint-Claude. Le Contrat de plan État-Région 2015-2020 Rhône-Alpes prévoyait le financement des travaux nécessaires sur plusieurs petites lignes dont celle entre Saint-Claude et Oyonnax, en cohérence avec les actions menées sur la région contigüe de Franche-Comté. Mais le tronçon ferma finalement le 10 décembre 2017, faute de financement pour les travaux de rénovation à engager. En outre l'utilisation était très insuffisante.[réf. nécessaire]

### D'Oyonnax à Brion (La Cluse)
Cette section a été fermée à tout trafic (neutralisée) entre le 29 août 2005 et le 13 décembre 2010 durant les travaux de rénovation de la ligne Bourg - Bellegarde. À cette occasion, la section a été équipée d'un canton de block automatique à permissivité restreinte (BAPR). Des TER en provenance de Bourg-en-Bresse circulent à nouveau sur la ligne depuis le 13 décembre 2010. Cette ligne est désormais grandement menacée car Oyonnax est en cul de sac depuis la fermeture de Saint Claude - Oyonnax.